# Пуэрто-Мадрин
Пуэрто-Мадрин (исп. Puerto Madryn) — город в провинции Чубут в аргентинской Патагонии. Город был основан 28 июля 1865 года.
Город расположен вблизи полуострова Вальдес, являющегося пристанищем северных гладких китов, косаток, морских слонов и львов, патагонских пингвинов.

## Экономика
В городе расположен алюминиевый завод компании Aluar — один из крупнейших в Латинской Америке. Построен в середине 1970-х годов. Годовая мощность завода составляет 100 тысяч тонн. Сырьё привозное .